# Janów (Białoruś)
Janów (dawniej także: Janów Poleski, biał. Іванава, Iwanawa, ros. Иваново, Iwanowo) – miasto na Białorusi, stolica rejonu janowskiego w obwodzie brzeskim, na Polesiu, 16,1 tys. mieszkańców (2010).
Prywatne miasto szlacheckie położone było w końcu XVIII wieku powiecie pińskim województwa brzeskolitewskiego.

## Historia

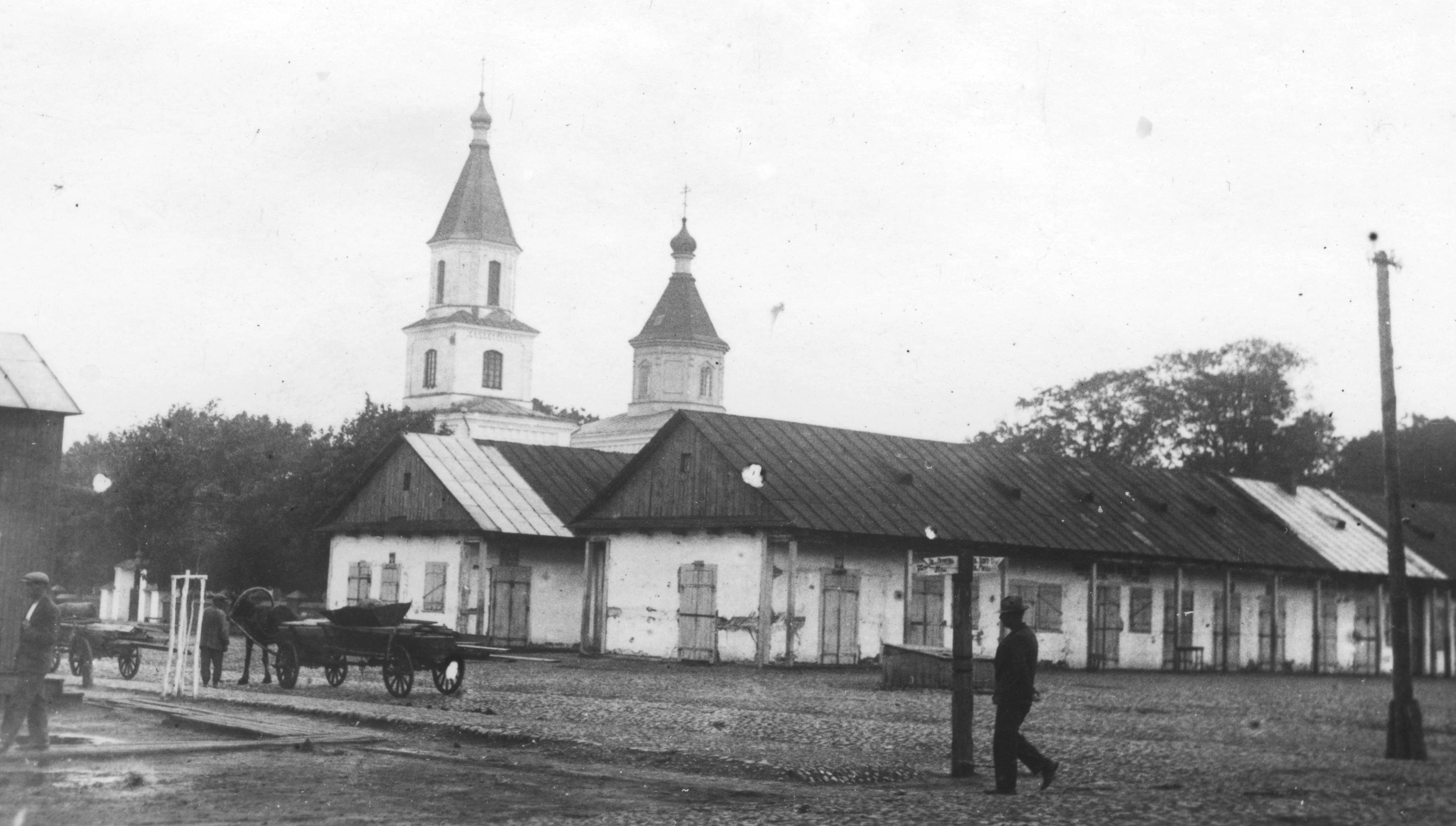
Rynek w Janowie w przedwojennej Polsce

W 1465 uzyskał prawa miejskie. 16 maja 1657 poniósł tu męczeńską śmierć z rąk Kozaków Andrzej Bobola. U schyłku I Rzeczypospolitej stacjonowały tu 7 Pułk Tatarski Wielkiego Księstwa Litewskiego i 6 Pułk Litewski Przedniej Straży wojska I RP. Po trzecim rozbiorze Polski w 1795 zagarnięty przez Rosję.
Na pocz. XIX w. w tutejszym kościele katolickim ochrzczony został polski malarz, rysownik i pianista Napoleon Orda, urodzony w pobliskich Worocewiczach. Współcześnie w Janowie stoi pomnik artysty.
2 marca 1919 roku Grupa Podlaska Wojska Polskiego pod dowództwem gen. mjr. Antoniego Listowskiego odbiła Janów z rąk bolszewików. Od 1921 w granicach II Rzeczypospolitej. Miejscowość była siedzibą wiejskiej gminy Janów w województwie poleskim. W 1924 r. pochowano w Janowie profesora Stanisława Smolkę. 
W latach 1939–1991 miejscowość zajęta przez ZSRR. W czasie II wojny światowej, na początku sierpnia 1941 roku, żołnierze Brygady Kawalerii SS dokonali mordu na około 380–800 żydowskich mężczyznach i chłopcach z Janowa. Niedługo później w miasteczku utworzono getto. Niemcy zlikwidowali je pod koniec września 1942 roku, a mieszkańców, w liczbie co najmniej 2 tys., zamordowali w okolicach wsi Rudzk.
W Janowie Poleskim 22 stycznia 1943 roku hitlerowcy rozstrzelali księdza Witolda Iwickiego, administratora diecezji pińskiej, jako zakładnika po akcji Wachlarza na więzienie w Pińsku. Nie skorzystał z propozycji uwolnienia w ostatniej chwili, oddając swe życie za innego zakładnika, naczelnika stacji kolejowej w Pińsku. 
Od 1991 w niepodległej Białorusi.

## Obiekty
- Kościół Podwyższenia Krzyża Świętego z 1848 r.
- Cerkiew Opieki Matki Bożej z lat 1901-1904[6]
- Pomnik Napoleona Ordy
- Dworzec kolejowy

### Niezachowane
- Kaplica św. Andrzeja Boboli
- Majątek Mohylna i dwór Połubińskich (niezachowany):

Obecnie na terenie Janowa, 1,5 km na południe od jego centrum, znajduje się miejsce, gdzie przed II wojną światową stał dwór Połubińskich – ośrodek wielkiego majątku Mohylna, znanego od 1518 roku. W 1939 roku, już bardzo okrojone dobra miały powierzchnię około 700 ha. Wybudowany w latach 40. XIX wieku parterowy budynek został całkowicie zniszczony w 1915 roku. Na jego miejscu jego współwłaścicielka Zofia Kadenacowa wybudowała w latach 1932–1933 nowy dwór o 12 pokojach. Był to częściowo piętrowy budynek o wydatnym ganku od frontu i półokrągłym ryzalicie od strony ogrodu.
Tuż przed wybuchem II wojny światowej drugi współwłaściciel majątku, brat Zofii Wiktor Kontkowski zbudował w innej części parku piętrową, klasycystyczną willę. Park i sad otaczający oba domy miał około 30 ha powierzchni.
Majątek w Mohylnej jest opisany w 2. tomie Dziejów rezydencji na dawnych kresach Rzeczypospolitej Romana Aftanazego.

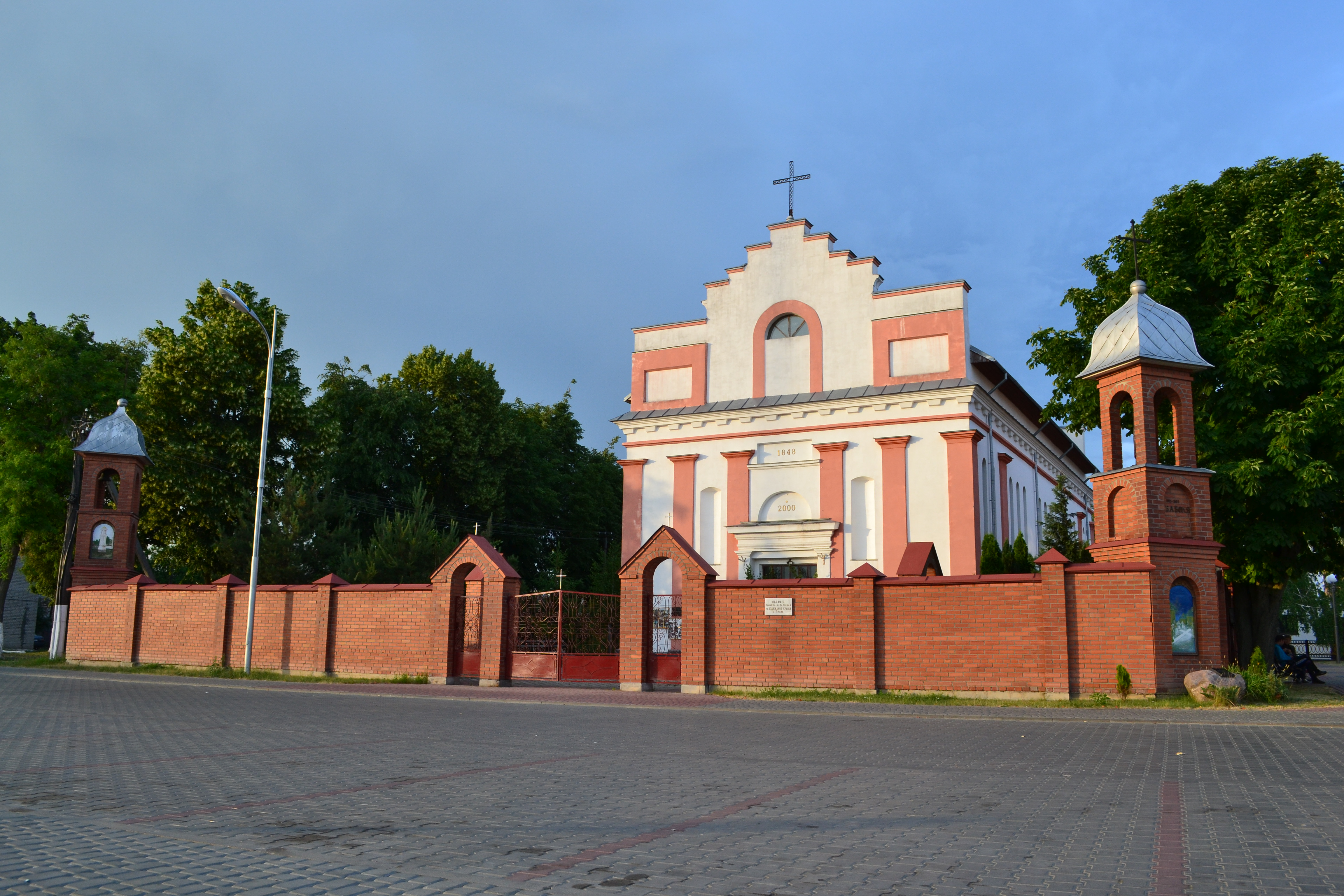
Kościół Podwyższenia Krzyża Świętego
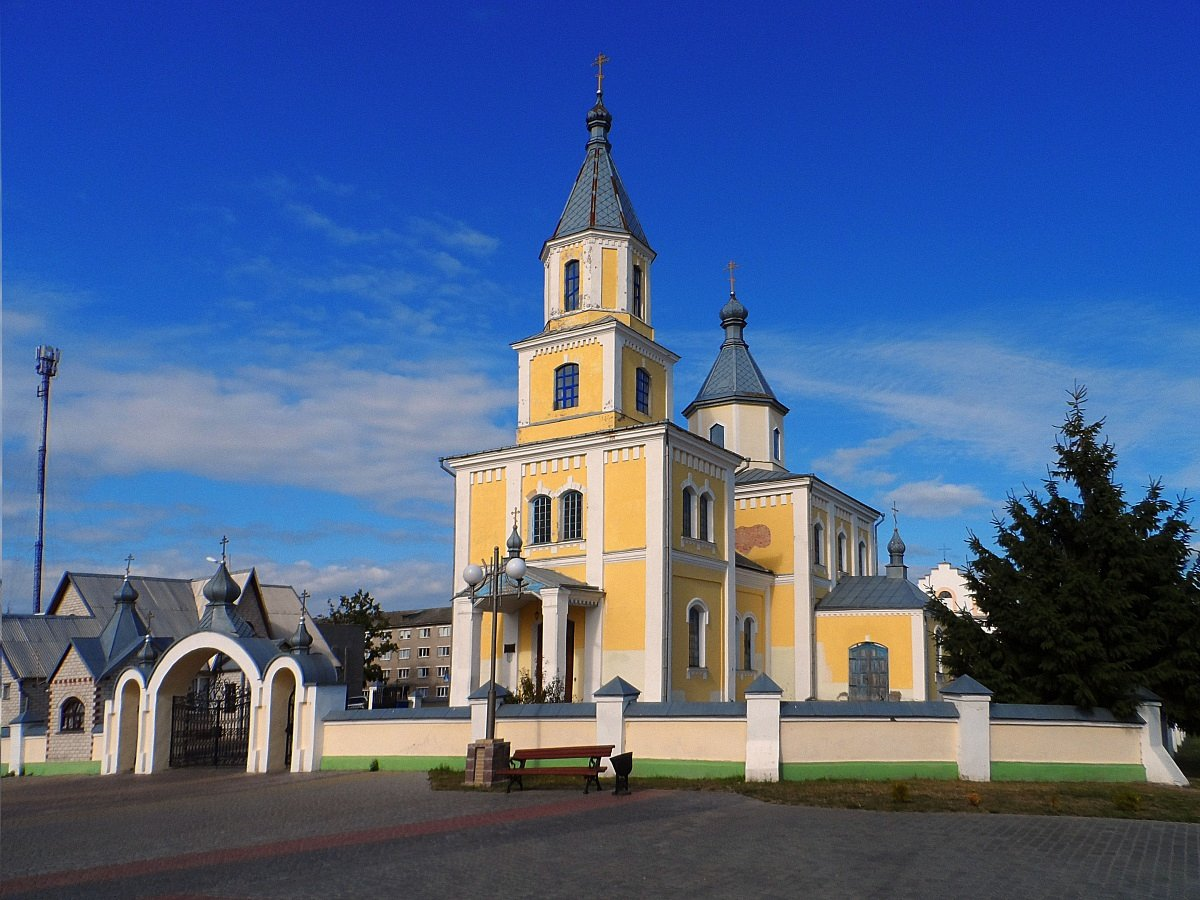
Cerkiew Opieki Matki Bożej
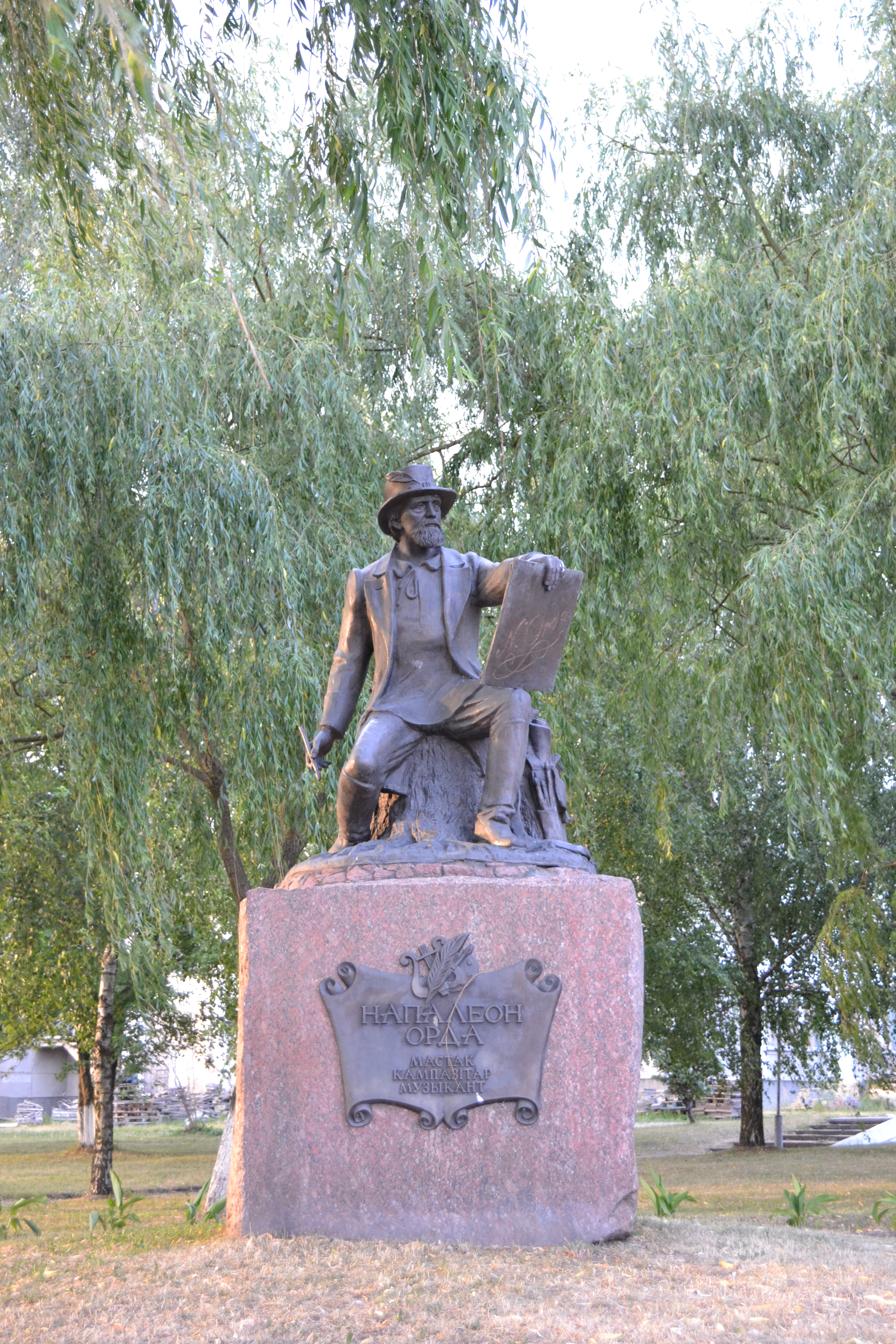
Pomnik Napoleona Ordy
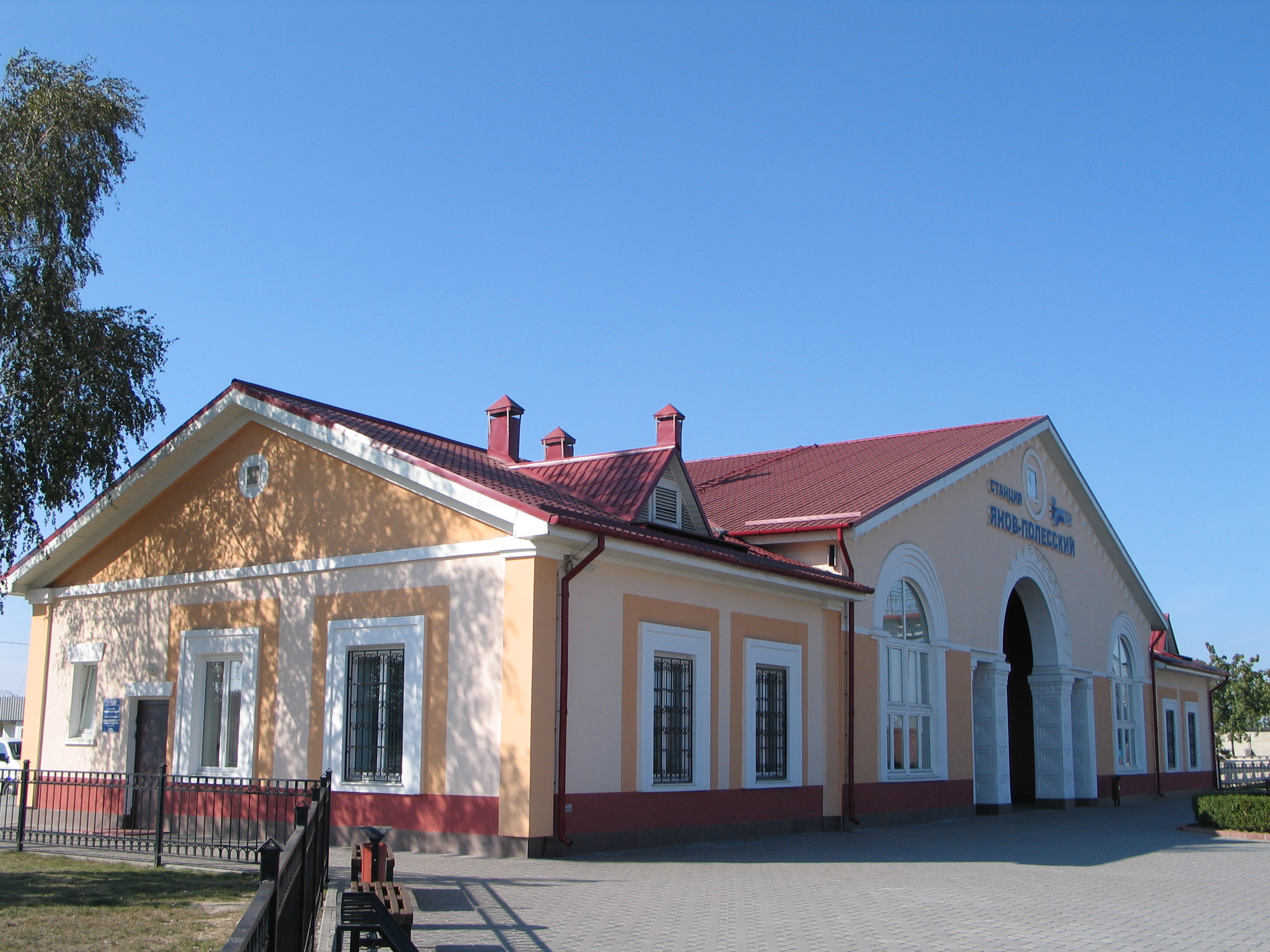
Dworzec kolejowy
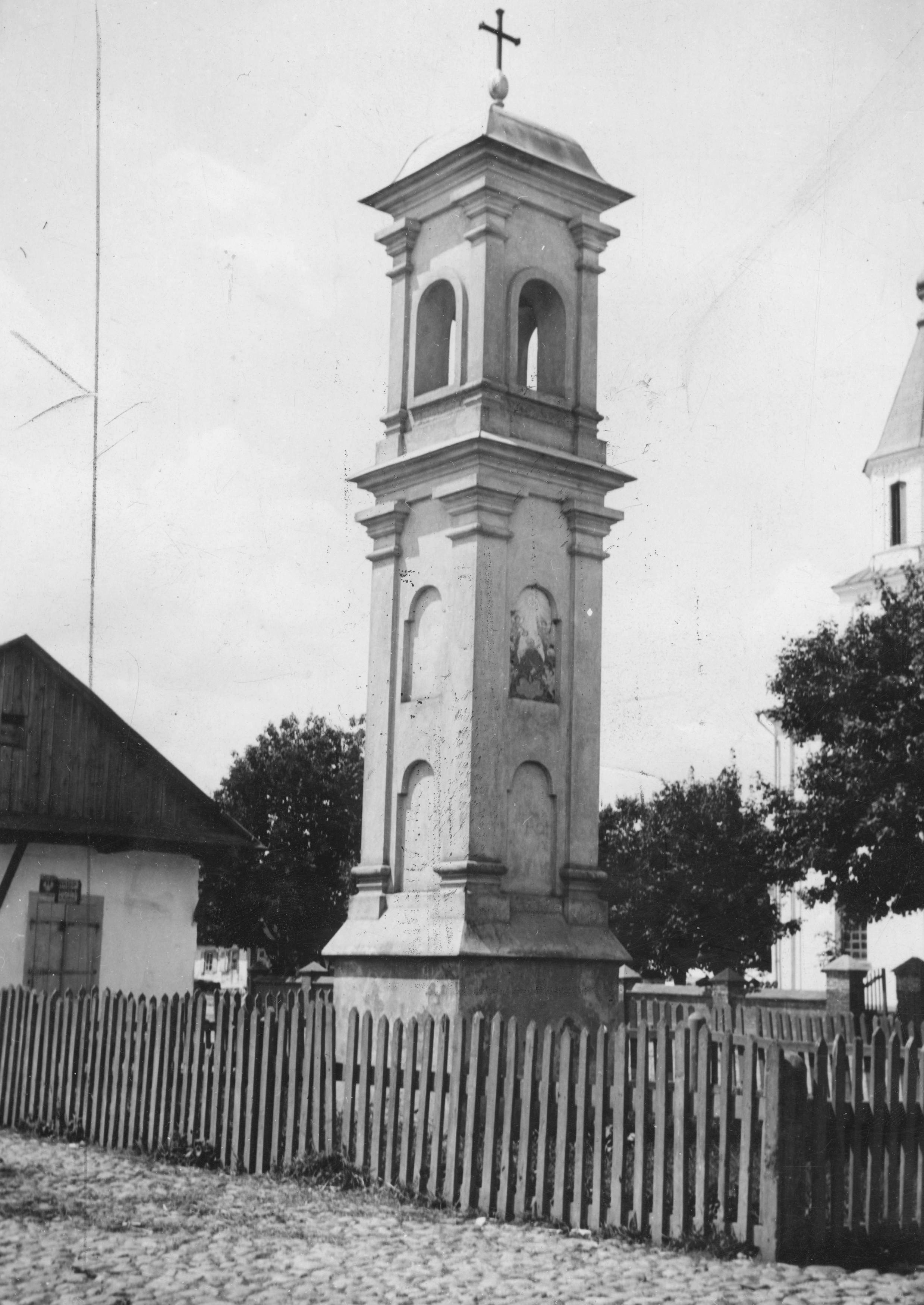
Kaplica św. Andrzeja Boboli w 1936

## Urodzeni w Janowie
- Stanisław Kopystyński – polski inżynier metalurg, poseł na Sejm PRL
- Zofia Maciejewska – polska inżynier budownictwa
- Irena Berentowicz[10] – zasłużona dla Giżycka działaczka społeczna, samorządowa i kulturalna